# Nowy Świętów (stacja kolejowa)
Nowy Świętów – stacja kolejowa w Nowym Świętowie, w województwie opolskim, w powiecie nyskim, w gminie Głuchołazy, w Polsce.

## Ruch pasażerski
| Rok  | Wymiana pasażerska na dobę |
| ---- | -------------------------- |
| 2017 | 0-9                        |
| 2022 | 0-9                        |